# J'haïs les Anglais
 (octobre 2014).
Si vous disposez d'ouvrages ou d'articles de référence ou si vous connaissez des sites web de qualité traitant du thème abordé ici, merci de compléter l'article en donnant les références utiles à sa vérifiabilité et en les liant à la section « Notes et références ».
J'haïs les Anglais est un roman noir de l'auteur québécois François Barcelo, publié en 2014 par les éditions Coups de tête. C'est le quatrième volet de la série "J'haïs..." de l'auteur. L'anglophobie et la xénophobie sont les thèmes du livre.
Un jeune directeur adjoint d'une banque québécoise de Sainte-Cécile-de-Bougainville sent sa carrière menacée par l'arrivée d'une succursale bancaire canadienne, dirigée par des anglophones. Il risque de perdre son emploi, mais a songé d'avance de devenir propriétaire d'une franchise de restauration rapide. Le protagoniste n'a qu'une idée en tête pour réaliser son rêve : commettre un vol chez son concurrent en l'espace d'une heure durant sa pause. En partant de la banque rivale après son larcin, son plan de fuite est comblé de malchance en montant dans un autobus rempli de touristes australiens (qui parlent uniquement la langue de Shakespeare) pour se cacher des policiers qui sont à sa poursuite.

## Résumé
- Au début du roman, le protagoniste prépare un vol de banque pour réaliser son rêve d'implanter un restaurant à poutines. Il tentait de convaincre sa patronne de la BQ (Banque du Québec) et le gérant de la TCBC (Trans-Colonial Bank of Canada) d'obtenir un prêt, mais fut refusé par les deux partis. Afin de solidifier son alibi, il utilise un enregistrement audio (ne contient que des ronflements répétés) pour faire croire à ses collègues qu'il fait une sieste dans son bureau durant son heure de pause.
- Le protagoniste passe à l'action en braquant la TCBC, située à côté de la BQ. Il se profita à se faire passer pour le voleur qui commettait un vol qualifié à la BQ quelques mois plus tôt pour le soupçonner par la police.
- Après avoir mis la main sur son butin, le protagoniste monte dans un autobus rempli de passagers. Il a remarqué qu'il s'est trompé de bus et que les occupants s'expriment qu'en Anglais, et qu'ils viennes d'Australie. Ne voulant plus attendre l'arrivée du chauffeur, le protagoniste doit prendre le volant de l'autobus malgré son inexpérience à conduire un véhicule.
- Le protagoniste parcourt les rues de Sainte-Cécile-de-Bougainville pour s'échapper aux policiers. Agacé par la boîte vocale d'un GPS sur le tableau de bord, il éteint l'appareil d'un coup violent. Les touristes australiens supplient au braqueur de stopper le bus pour qu'ils puissent descendre, mais ce dernier, qui est unilingue francophone, ne comprend pas un mot d'Anglais et refuse de collaborer.
- En se dirigeant vers les grottes du Paradis, le protagoniste fonce vers un passage sous un pont de chemin de fer, ignorant les panneaux de signalisation qui signalent un danger sur la hauteur maximale du passage et aussi de l'alerte émise par les passagers. L'autobus s'arrête de façon brusque et s'encastre sous le viaduc. Une fois sorti du véhicule, il constate que l'autobus qu'il conduisant a deux étages, et que d'autres passagers se trouvent à la partie supérieure et qui sont morts sur le coups.
- Au lieu de fuir, le protagoniste reste sur place et fait cacher son butin non-loin du lieu de l'accident. La police arrivée, il tente de se faire passer pour un simple passant pour berner les policiers.
- À la conclusion du roman, les policiers ont trouvé l'argent volé : plus de 120 000 $. Quelques survivants de l'accident ont dénoncé le protagoniste et les policiers l'ont mis en état d'arrestation pour le vol de la TCBC et de l'accident mortel qu'il a provoqué. Ils soupçonnent le suspect d'être le présumé auteur du braquage de la BQ en raison du modus operandi qu'il avait employé (par le vrai voleur) lors de son méfait, ce que le protagoniste imitait.

## Personnages
- (Sans nom) :

Principal personnage et narrateur du roman, âgé de 28 ans, directeur-adjoint de la BQ, intolérable aux anglophones unilingues au Québec. Son emploi de banquier en péril, il décide de commettre un braquage à la TCBC pour pouvoir s'investir sur son projet d'ouvrir un resto à poutine.
- Stef :

Cousin du protagoniste, ancien employé d'une aciérie, il est père d'un jeune enfant.
- Claude Pomerleau :

Policier de la Sûreté du Québec, il est une connaissance du protagoniste.

## Anecdotes
- Le nom de la chaîne de restaurants : La Baraque à Poutine, et les marques de breuvages : le Bama-Cola et Vlad-Up, font référence aux présidents Barack Obama (États-Unis) et Vladimir Poutine (Russie).
- L'identité du protagoniste n'a pas été divulguée dans le roman, à l'exception d'un surnom qui a été donné par le policier Claude Pomerleau à celui-ci (qui l'appelait : le Gros) au moment de l'accident du bus.